# Dacne californica
Dacne californica är en skalbaggsart som först beskrevs av Horn 1870.  Dacne californica ingår i släktet Dacne och familjen trädsvampbaggar. Inga underarter finns listade i Catalogue of Life.